# Lautaro Acosta
Lautaro Germán Acosta (Glew, 14 maart 1988) is een Argentijns voetballer die doorgaans speelt als aanvaller. In juli 2013 verruilde hij Sevilla voor Lanús.

## Clubcarrière
Acosta speelde in de jeugdopleiding van Lanús, waar hij op achttienjarige leeftijd zijn debuut maakte in het eerste team. Nadat Lanús door financiële problemen topspelers moest verkopen, kreeg een groep jonge spelers de kans, onder wie Acosta. Hij kreeg een basisplaats en die behield hij ook voor de seizoenen erna. Op 29 mei 2008 tekende de aanvaller een contract voor vijf jaar bij het Spaanse Sevilla. Hij had daar echter last van blessureleed en in zijn eerste seizoen kwam hij slechts tot tien duels. Na verhuurperiodes bij Racing Santander en Boca Juniors wist hij nog steeds geen basisplaats te veroveren bij Sevilla en in 2013 besloot de aanvaller terug te keren naar Lanús. Met Lanús won hij in het seizoen 2014/15 de Zuid-Amerikaanse supercup.
1 Ustari ·
2 Garay ·
3 Monzón ·
4 Zabaleta ·
5 Gago ·
6 Fazio ·
7 Sosa ·
8 Banega ·
9 Lavezzi ·
10 Riquelme ·
11 Di María ·
12 Pareja ·
13 Acosta ·
14 Mascherano ·
15 Messi ·
16 Agüero ·
17 Buonanotte ·
18 Romero ·
22 Navarro ·
Coach: Batista